# Efficacité énergétique (économie)
Cet article concerne la notion de droit et d'économie. Pour la notion thermodynamique, voir Efficacité énergétique (thermodynamique).
 (octobre 2024).
Si vous disposez d'ouvrages ou d'articles de référence ou si vous connaissez des sites web de qualité traitant du thème abordé ici, merci de compléter l'article en donnant les références utiles à sa vérifiabilité et en les liant à la section « Notes et références ».
En économie, l'efficacité énergétique ou efficience énergétique est l'état de fonctionnement d'un système pour lequel la consommation d’énergie est minimisée pour un service rendu identique. C'est un cas particulier de la notion d’efficience. Elle concerne notamment les transports motorisés, les métiers du bâtiment et l'industrie (ces derniers étant responsables respectivement d'environ 40 % et 25 % de la consommation énergétique totale de l'Union européenne).
L'efficacité énergétique s'appuie généralement sur l'optimisation des consommations, qui passe par la recherche de la moindre intensité énergétique (à service égal), une « utilisation rationnelle de l'énergie », des processus et outils plus efficaces. Le volet économies d'énergie cherche à réduire les gaspillages et les consommations inutiles. C'est donc aussi un élément important de la performance environnementale. Dans certains cas, l'économie d'énergie peut même améliorer la qualité de service. Depuis quelques années, on lui associe souvent le concept d'énergie intelligente ou de réseau intelligent.
En Europe, une directive de 2006, reprise par la Directive 2010/31/UE « sur la performance énergétique des bâtiments » la définit comme « le rapport entre les résultats, le service, la marchandise ou l'énergie que l'on obtient et l'énergie consacrée à cet effet ». La mesure de l'efficacité énergétique suppose des indicateurs pertinents et complets de consommation directe et indirecte d'énergie ; en pratique, il est parfois difficile d'évaluer si le service rendu est ou non identique.
L'efficacité énergétique vise aussi à réduire les coûts (directs et indirects) écologiques, économiques et sociaux induits par la production, le transport et la consommation d’énergie. Elle contribue à réduire l'empreinte écologique (en diminuant l'empreinte énergétique et parfois l'empreinte carbone). Elle améliore la sécurité énergétique, l'adaptation au changement climatique, la lutte contre les émissions de gaz à effet de serre, la transition écologique et plus encore la transition énergétique.
L'objectif collectif des États membres de l'UE pour 2030 est de réduire la consommation d’énergie d’au moins 40 % en ce qui concerne la consommation d’énergie finale et d’au moins 42,5 % en ce qui concerne la consommation d’énergie primaire en 2030 par rapport aux projections du scénario de référence de 2007, afin que la consommation finale d’énergie de l’Union ne dépasse pas 740 Mtep et que la consommation d’énergie primaire de l’Union ne dépasse pas 960 Mtep en 2030, d'après la Directive sur l'efficacité énergétique.

## Champs disciplinaires
L'efficacité énergétique implique ou concerne plusieurs disciplines, dont :
- la physique : ce terme concerne la thermodynamique et les lois s'appliquant à l'énergie ;
- le droit : la notion est associée aux politiques d'économies d'énergie (s'appuyant notamment sur les réglementations thermiques) de l'amont à l'aval de la chaîne énergétique ;
- l'économie : l'efficacité et l'efficience énergétique permettent de réduire les consommations d’énergie, pour une même qualité de produit ou service. Elle le fait en aval en optimisant l'usage et en amont par l'écoconception ;
- l'évaluation environnementale.

## Objectifs poursuivis
L'efficacité énergétique n'est pas un objectif en soi, elle n'est qu'un outil pour atteindre des objectifs plus fondamentaux, en particulier climatiques. Les attendus de la « directive efficacité énergétique » de l'Union européenne définissent bien ces objectifs : « L'Union est confrontée à des défis sans précédent qui découlent de sa dépendance accrue à l'égard des importations d'énergie et de ressources énergétiques limitées, ainsi que de la nécessité de lutter contre le changement climatique et de surmonter la crise économique. L'efficacité énergétique est un outil appréciable pour relever ces défis. Elle améliore la sécurité de l'approvisionnement de l'Union en réduisant la consommation d'énergie primaire et en limitant les importations énergétiques. Elle contribue à réduire les émissions de gaz à effet de serre de manière rentable et, partant, à atténuer le changement climatique ».
Historiquement, le thème de l'efficacité énergétique est d'abord apparu comme un moyen au service d'objectifs économiques, en particulier l'indépendance économique, objectif devenu prioritaire lors du premier choc pétrolier de 1973 ; à partir des années 1990, ce sont les objectifs de lutte contre les émissions de gaz à effet de serre responsables du dérèglement climatique qui ont pris le relais.
À cause de l'effet rebond, l'impact de l'efficacité énergétique peut être plus faible que prévu (par exemple, en ayant des écrans plus économes mais plus grands). Et la mise en avant de l'efficacité énergétique occulte souvent la possibilité d'éviter complètement ces dépenses énergétiques par la sobriété (par exemple, en séchant la lessive sur un fil plutôt que dans une machine). Pour valoriser pleinement le potentiel d'économies d'énergie, il convient de combiner l'efficacité énergétique avec la sobriété.

## Seuils critiques
Du point de vue économique, dans le domaine des ressources énergétiques ou des matières premières minérales critiques, il existe un « seuil critique » — différent pour chaque domaine — sous lequel une action n'est plus énergétiquement ou économiquement « efficace ».
Ce seuil critique est dépassé non pas quand la ressource a disparu ou qu'elle est devenue complètement inaccessible aux moyens humains et techniques raisonnablement disponibles, mais avant, quand l'opérateur doit investir plus de ressources ou d'énergie dans l'action que ce que cette même action lui rapportera. Cela explique qu'une crise puisse survenir alors qu'une ressource semble encore largement disponible.
- Par exemple, le phosphore est relativement abondant sur la Terre, mais il est peu présent sous une forme assez concentrée pour être industriellement exploitable de manière rentable, c'est pourquoi le phosphore est déjà classé par certains auteurs dans les matières premières minérales critiques.
- De même pour le pétrole et le gaz naturel, au-delà d'un certain seuil, il faut consommer plus d'énergie pour les récupérer qu'ils n'en procureront, d'où l'intérêt de mesurer le rapport entre l'énergie consommée pour le chercher, le raffiner et l'apporter au consommateur final et l'énergie qu'il fournit réellement[6]. Il est question de chercher à enfouir le CO2 qu'émettent les combustibles fossiles ; or cette opération est consommatrice d'énergie.

## Politique de l'efficacité énergétique

Étiquette-énergie, l'un des moyens d'encourager, par l'information du public, le choix de matériels plus efficients en consommation d'énergie.

L'amélioration de l'efficacité énergétique fait l'objet d'une cible de l'objectif de développement durable no 7 de l'ONU.
Selon le Conseil mondial de l'énergie, il existe bel et bien une tendance de fond en faveur de l'efficacité énergétique depuis les années 1990 après les deux premières crises énergétiques qui ont ébranlé une vision d'une économie énergivore au pétrole sans limites et à bas coûts. Dans le rapport de 2007 consacré à ce thème que le Conseil étudie depuis 1992, ses recommandations confirment :
- l'importance d'un système de « prix incitatifs » ;
- le « besoin d’un cadre institutionnel » incitatif « stabilisé » ;
- l'intérêt d'une politique concrétisée par un plan d'action national permettant d'adapter cette politique aux spécificités locales, dotée d'un paquet de mesures où les réglementations sont suivies avec attention et la contractualisation PPP encouragée en « visant tous les secteurs où des potentiels d’économie d’énergie existent » ;
- la certification et les tests des équipements et services d’efficacité doivent être renforcés ;
- « le secteur public doit montrer l'exemple » ;
- la coordination internationale, le transfert de savoir-faire s'imposent (par exemple, aux États-Unis, l'International Building Energy Exchange (IBEX[8]) propose une base de données en ligne [9] sur le thème des techniques de construction, des avancées techniques et des activités en efficacité énergétique pour le bâtiment).

En France, si le pays est bien mieux situé que les États-Unis du point de vue de l'efficacité énergétique, il est resté des années 1990 à 2000 moins avancé que l'Allemagne ou divers pays d'Europe du Nord. Un Programme national d'amélioration de l'efficacité énergétique (PNAEE), a été présenté par le Premier ministre le 6 décembre 2000. Il cible d'abord les transports, la promotion des énergies renouvelables, la maîtrise de la demande d'électricité (MDE), les économies d'énergie dans les bâtiments et les entreprises. En 2007 et 2008, ce thème a été traité par le Grenelle Environnement avec en son sein des comités opérationnels traitant des bâtiments privés et publics. Les SRCAE le déclinent dans les régions. Le détail du Plan d'action de la France pour l'efficacité énergétique remis fin février 2008 à la Commission européenne confirme la relance des thématiques de 2000. Le Conseil régional Rhône-Alpes et une dizaine de communes ont créé en décembre 2012 la 1re société publique locale (SPL) d’efficacité énergétique de France, avec comme mission la rénovation des bâtiments publics (les deux tiers des bâtiments publics de la région appartiennent aux collectivités locales) en mutualisant la maîtrise d’ouvrage et les financements, en regroupant des bâtiments (d'un même propriétaire ou de possesseurs différents). Les coûts sont pris en charge par ce tiers investisseur qui se finance ensuite par un loyer sur vingt ans.

## Stratégie européenne
En Europe, l'efficacité énergétique est une des thématiques énergétiques portées par la Commission européenne. Pour renforcer les économies d'énergie, plusieurs mesures ont été mises en œuvre pour favoriser l'efficacité énergétique à l'échelle du marché intérieur. En avril 1998, la Commission propose des pistes pour explorer le potentiel économique de l’efficacité énergétique de 1998 à 2010, en introduisant le concept d’énergie intelligente, la politique européenne de l'efficacité énergétique trouve son acte fondateur avec le livre vert sur l'efficacité énergétique (2005) qui construit une vision d'ensemble pour l'Union Européenne face aux enjeux stratégiques de l'énergie à horizon 2020.
Un Fonds mondial pour la promotion de l'efficacité énergétique et des énergies renouvelables (Geeref) a été mis en place en 2006 sous la forme d'un partenariat public-privé, consacré à l'apport de capital-risque dit « patient » (retour d'investissement à long terme) à hauteur de 25 à 50 % de projets « à risque moyen ou élevé » et de 15 % de « projets à faible risque ». Il pourrait aussi financer l'assistance technique.
En 2007, le Conseil pose l'objectif d'« économiser 20 % de la consommation énergétique de l'UE par rapport aux projections pour l'année 2020 », validant sur ce point les conclusions du Livre vert de la Commission du 22 juin 2005 sur l'efficacité énergétique.
Une proposition de directive (en cours d'examen) propose des objectifs chiffrés d'efficacité énergétique, exprimés sous forme d'un niveau absolu de consommation d'énergie primaire. Les textes différencient toutefois l'efficacité énergétique, qui est « le rapport entre les résultats, le service, la marchandise ou l'énergie que l'on obtient et l'énergie consacrée à cet effet », des économies d'énergie qui correspondent à « la quantité d'énergie économisée, déterminée en mesurant et/ou en estimant la consommation avant et après la mise en œuvre d'une ou de plusieurs mesures visant à améliorer l'efficacité énergétique ».

### Premières mesures sectorielles
La directive 92/75/CEE du 22 septembre 1992 a concerné l'indication de la consommation des appareils domestiques en énergie et en autres ressources par voie d'étiquetage et d'informations uniformes relatives aux produits.
Après avoir favorisé une politique de label énergétique dès 1992 qui a touché une série de produits de consommation courante (réfrigérateurs, lampes, etc.), la Commission a pris l'initiative de directives sur d'autres segments de la chaîne énergétique : l'efficacité énergétique des bâtiments en 2002, puis la cogénération (ou production locale à haut rendement) en 2004, puis pour renforcer la politique de label, une directive favorisant l'écoconception les produits consommateurs d'énergie en 2005 et enfin, en 2006, une directive sur les services énergétiques :
- directive 2002/91/CE du 16 décembre 2002 sur la performance énergétique des bâtiments[20] ;
- directive 2004/8/CE du 11 février 2004 concernant la promotion de la cogénération sur la base de la demande de chaleur utile dans le marché intérieur de l'énergie[21] ;
- directive 2005/32/CE du 6 juillet 2005 établissant un cadre pour la fixation d'exigences en matière d'écoconception applicables aux produits consommateurs d'énergie[22] ;
- directive 2006/32/CE du 5 avril 2006 relative à l'efficacité énergétique dans les utilisations finales et aux services énergétiques[23].

Ces directives qui doivent être transposées dans les 27 États membres font l'objet d'un suivi attentif en particulier la directive 2006/32 qui prévoit des plans nationaux d'action dont un bilan établi en 2007 démontre une certaine lenteur.

### Paquet «efficacité énergétique» de 2010
Avec le « paquet climat-énergie » et l'objectif « 3 × 20 » (ou « 20/20/20 »), l'Europe encourage vivement l'utilisation d'énergies sûres, propres et renouvelables, ainsi que les économies d'énergie via le paquet « efficacité énergétique ».
En 2009, la Commission européenne et la Banque européenne d'investissement (BEI) ont créé « ELENA » (European Local Energy Assistance), mécanisme européen d'assistance à l'échelle locale (régions et villes dont plus de mille avaient fin 2009 déjà signé le « pacte des maires ») dans le domaine de l'énergie, pour fournir une assistance technique aux autorités (locales et régionales) afin d'améliorer l'efficacité énergétique, développer les énergies renouvelables et obtenir des financements extérieurs.
Un premier programme dit « Énergie intelligente – Europe II » (IEE) sera crédité de 15 millions d'euros pour sa première année. L'énergie intelligente (en anglais intelligent energy) désigne les processus énergétiques intégrant des dispositifs de rétrocontrôle ou d'intelligence artificielle visant à minimiser les consommations d'énergie.
La stratégie numérique préconise également une utilisation innovante de solutions fondées sur les technologies de l'information et de la communication pour faire face à des problèmes tels que le changement climatique, présentant, à titre d'exemples, des dispositifs d'éclairage écologiques, de télémédecine, télétravail, etc. permettant aussi une meilleure efficacité énergétique.
En mai 2010, l'Union a adopté deux nouvelles directives.

#### Directive du 19 mai 2010 sur la performance énergétique des bâtiments
La directive du 19 mai 2010 sur la performance énergétique des bâtiments prévoit que les bâtiments construits après 2020 devront approcher le « zéro énergie », (consommation d'énergie « quasiment nulle » ; norme « Nearly zero energy ») au 31 décembre 2020 (et dès 2018 pour les bâtiments publics), grâce aux énergies renouvelables et locales et/ou à l'utilisation des meilleures techniques d'isolation (habitat passif, etc.).
Ce sont les bâtiments existants qui cependant consomment le plus (responsables de plus de 40 % de la consommation totale d'énergie en Europe, et des émissions de CO2 associées). Leur efficacité doit aussi être améliorée, mais la directive est moins précise sur ce point.
Des objectifs intermédiaires sont fixés pour 2015. Ce texte élargit le périmètre de la directive 2002/91/C qui visait à économiser soixante à quatre-vingt millions de tonnes équivalent pétrole (Mtep) en 2020, soit une baisse de 5 à 6 % de la consommation d'énergie totale de l'UE. Ces améliorations seront pour partie financées par le budget de l'UE. Les États membres de l'Union européenne doivent dès mi-2011 produire une liste d'incitations (financières, fiscales, assistance technique, tiers-investisseur…) pour entamer la transition énergétique et un système d'homologation et certification de la mesure de la performance éco-énergétique des bâtiments, en particulier pour tout bâtiment destiné (construit, vendu ou loué) à un nouveau locataire, ainsi que pour tout bâtiments contenant plus de 500 m2 (puis 250 m2 cinq ans après) occupés par des administrations et recevant fréquemment du public. Des dérogations sont accordées pour les logements de moins de 50 m2, les résidences secondaires, les bâtiments religieux, les bâtiments temporaires, les sites industriels, ateliers et bâtiments agricoles à faible demande énergétique et les monuments historiques protégés. L'UE engage les États-membres à installer — à l'occasion de toutes les rénovations — des compteurs intelligents et à faire remplacer les systèmes de chauffage, eau-chaude et climatisation par des alternatives à hautes performances énergétiques (climatisation passive, pompes à chaleur, etc.). Des inspections vérifieront les performances des chaudières et des systèmes de climatisation.
Les critiques faites à ce texte sont les mêmes que pour le Grenelle Environnement : il ne prioriserait pas assez la rénovation énergétique de l'habitat ancien (99 % du patrimoine bâti et premier responsable du gaspillage d'énergies, alors qu'il n'est rénové qu'au rythme de 1,2 à 1,4 % par an en Europe, qui donnerait des résultats plus importants, plus rapides, en créant plus d'emplois. L'European Builders Confederation (EBC) insiste sur l'urgence de développer les formations sur ce thème.

#### Directive du 19 mai 2010 sur l'étiquetage énergétique
La directive du 19 mai 2010 sur l'étiquetage énergétique prévoit que cet étiquetage comportera trois nouvelles classes (A+, A++ et A+++, mais l'étiquette conservera toujours un total de sept classes). Le périmètre de la directive de 1992 est élargi : les téléviseurs (redevenus très consommateurs avec les grands écrans), chauffe-eau et des chaudières bénéficieront aussi de cet étiquetage, ainsi que des produits ne consommant pas eux-mêmes d'énergie mais ayant « un impact significatif direct ou indirect » sur la consommation ou les économies d'énergie (vitres, châssis de fenêtres, portes externes, etc.). La publicité évoquant des qualités ou un prix liés à l'énergie devra citer la classe d'efficacité énergétique du produit. La Commission espère des économies d'énergie d'environ 27 Mtep/an d'ici 2020, soit 80 millions de tonnes de CO2 par an émis en moins.

### 2012: Directive sur l'efficacité énergétique
Le 22 juin 2010, la Commission a présenté une nouvelle proposition de directive sur l'efficacité énergétique, qui se substitue à certains des textes précédents afin de favoriser la réalisation des objectifs de 20 % d'économies d'énergie fixés pour 2020,. Elle a été adoptée le 4 octobre 2012.
La directive 2012/27/UE du Parlement européen et du Conseil a été modifiée à plusieurs reprises de façon substantielle. Une refonte est proposée en 2022.

## Économie de l'efficacité énergétique
Elle est transversale par essence, car la consommation de l'énergie est partout dans les sociétés développées. L'efficacité énergétique est un secteur économique à fort développement pour les décennies 2010 à 2030 voire 2050 pour tous les acteurs spécialisés. C'est un champ d'innovation de premier plan au même titre que les énergies renouvelables. Il concerne potentiellement tous les plans de l'économie, y compris pour les pays en voie de développement voire les moins avancés comme les nouveaux pays développés (BRIC). Selon Bruno Lapillonne, le concept d'efficacité énergétique, comme indicateur de performances énergétiques de l'économie, se vérifie avec plus d'acuité en particulier si une économie est confrontée à des questions de sécurité d'approvisionnement.
Du point de vue macro-économique, l'efficacité énergétique vise à diminuer la demande énergétique globale, qui additionne la demande primaire à travers les secteurs de l'agriculture, de l'industrie et du commerce sans oublier les transports et la demande finale d'énergie quelles que soient ses formes (consommation domestique).
Du point de vue micro-économique, les mesures visent à renchérir le coût de consommation de l'énergie et de favoriser par le biais d'aides (subventions, déductions fiscales) des unités économiques de plus faible intensité énergétique sous réserve de respecter des normes techniques strictement définies et adaptées. Le calcul précis de la demande, des pertes et des économies réalisables font de la phase de diagnostic (diagnostic de performance énergétique par exemple) une phase clé de la recherche d'efficacité par l'acteur économique.
En France, l'efficacité énergétique est un thème professionnel essentiel dans le bâtiment (démarche HQE) et chez les énergéticiens. À titre d'exemple, le Gimélec promeut par les bonnes pratiques l'efficacité énergétique via trois guides :
- mener à bien un projet d’efficacité énergétique dans l’industrie[36] ;
- mener à bien un projet d’efficacité énergétique dans les bâtiments et les collectivités locales[37] ;
- le rôle de la mesure dans un projet d’efficacité énergétique[38].

## Efficacité énergétique par domaine

### Bâtiment

Principe de la maison passive, tête de boucle ici avec puits canadien.

L'efficacité énergétique des bâtiments est l'un des concepts clés de l'écoconception et des approches de type Haute qualité environnementale (HQE), et de la mise en œuvre progressive, au moins dans certains pays, de certificats énergétiques pour les bâtiments ou certains produits, du bilan énergétique ou des écobilans. Les objectifs de performance (habitat économe ou à énergie positive…) déterminent la conception d'un bâtiment dès son esquisse, bien avant la demande de permis de construire[réf. souhaitée].
Les mesures d’efficacité énergétique passives concernant le bâti, c’est-à-dire l’enveloppe du bâtiment, permettent d'éviter les déperditions en renforçant la performance technique du bâtiment (isolation, parois vitrées…), mais également l'usage du bâtiment dans son quartier et la ville, avec des difficultés liées à la périurbanisation. En Belgique, la Wallonie a en 2012 mis au point un outil interactif de diagnostic évaluant conjointement les problèmes d'énergie et de périurbanisation, de l'échelle de la maison à celle du quartier ou du territoire.

#### Canada
Au Canada, pour la province de Québec, le Bureau de l'efficacité et de l'innovation énergétiques du ministère des Ressources naturelles et de la Faune offre divers programmes de subventions permettant aux gestionnaire de bâtiments d'effectuer des améliorations à leur bâtiments. Au niveau fédéral, l'Office de l'Efficacité énergétique offre également des incitatifs fiscaux permettant de payer les frais relatifs à l'amélioration des bâtiments. Ressources naturelles Canada développe un système intégré de gestion énergétique.

#### États-Unis
Plusieurs villes comme Washington, Boston, Los Angeles et Saint-Louis ont adopté des mesures visant à accroître l'efficacité énergétique des bâtiments. New York, la ville la plus peuplée du pays, a signé l’U.S. Mayors Climate Protection Agreement (« Accord des maires des États-Unis sur la protection du climat »), visant à atteindre ou à dépasser les objectifs de réduction de GES fixé par le Protocole de Kyoto. Au printemps 2007, le maire Michael Bloomberg a promis une réduction de 30 % des émissions de dioxyde de carbone d'ici à 2030 dans sa ville. Il a décidé de mettre en œuvre une politique de rénovation énergétique des gratte-ciel. En 2019, la municipalité de New York a adopté une législation ambitieuse sur le climat, le Climate Mobilization Act of New York, qui prévoit 40 % de réduction de consommation d'énergie d'ici à 2030. Dès 2010, les travaux de rénovation de l'Empire State Building, le deuxième plus grand gratte-ciel de la ville, ont permis de réduire la facture d'électricité.

#### Europe
L'Europe, qui abritait environ 200 millions de logements à la fin des années 1990 (secteur en croissance continue depuis l'après-guerre), veut diminuer la consommation énergétique des bâtiments de 22 % avant 2010. La directive sur la performance énergétique des bâtiments (EPBD) est en cours de transposition depuis 2007 dans les droits nationaux.
En Europe, notamment en Europe du Nord et de l'Ouest, le secteur du bâtiment est l'un des plus gros consommateurs énergétiques : 40 % de la consommation d’énergie finale de l’UE, plus énergivore que le transport, qui présente donc un fort potentiel d'économies d'énergie et d'emplois induits par la réhabilitation thermique de l'habitat ancien. Ces économies permettraient aussi de réduire les émissions de GES de ce secteur (36 % du total des émissions de l’UE dans les années 2000) et de diminuer la précarité énergétique.
Le rythme moyen des travaux de rénovation thermique est de 0,3 % par an et, en 2050, la part de logements non rénovés restera supérieure à celles des logements rénovés ou neufs. Continuer dans ce sens ne permettra pas à l’UE de respecter l'objectif facteur 4 à l’horizon 2050 (division par quatre des émissions de gaz à effet de serre d’ici 2050). À la suite d'un constat de sous-utilisation des fonds Feder dans le domaine énergétique par les États-membres, la Commission européenne appelle en 2010 les autorités nationales et locales à inciter et faciliter l'amélioration de l'efficacité énergétique dans l’habitat. Plusieurs sources peuvent y aider :
- le 7e Programme-cadre pour la recherche et le développement technologique (dit « 7e PCRD ») peut aussi y contribuer via son volet « Coopération » (32,4 milliards d'euros, soit 64 % du budget total) visant l'électricité renouvelable, les carburants renouvelables et l'efficacité énergétique et accessible aux entreprises, universités, centres de recherche, organisations, États, et États associés ou un autre État-tiers à certaines conditions)[42] ;
- le programme Énergie-Intelligente – Europe II (2007-2013) et ses trois volets :
  - SAVE : efficacité énergétique des bâtiments et comportement des consommateurs,
  - ALTERNER III : énergies nouvelles et renouvelables / électricité, bâtiments et bioénergies,
  - Initiatives intégrées : échanges de bonnes pratiques entre autorités locales, développement des capacités de financement dont en matière de performance énergétique des bâtiments ;
- le programme « Innovation et Compétitivité (PIC) éco-innovation » (2007-2013), disposant de 200 millions d'euros (sur appels à propositions annuels) ;
- le programme LIFE+, environnement ; section « énergie et climat » (2007-2013), avec 2,143 milliards d’euros (sur appels à propositions annuels) ;
- le mécanisme d'assistance technique Elena (European Local ENergy Assistance)[43] aidant — via la Banque européenne d'investissement (BEI) — les investissements publics pour l'efficacité énergétique et les énergies renouvelables (modernisation de bâtiments publics et privés…, bâtiments HQE écologiques durables, réseaux de chauffage/climatisation urbains éco-énergétiques, transports propres…) y compris frais d’assistance technique pour faciliter l'accès à d'autres financements de la BEI ou d’autres banques nationales ;
- des outils pilotés par la BEI, dans le domaine des techniques faibles en carbone (4,2 milliards d'euros en 2009) et de l’efficacité énergétique (1,5 milliard d'euros en 2009).

La Commission a promis (lors de la 2e réunion de la Convention des maires, le 4 mai 2010) de débloquer les fonds du Plan de relance économique non utilisés jusqu’à maintenant (114 millions d’euros) pour soutenir via la BEI davantage de projets dans ce domaine.

#### France

Échelle de consommation d'énergie pour les logements.

En France, l'« amélioration de la performance énergétique des bâtiments » fait l'objet d'un chapitre du projet de loi Grenelle II.
Depuis début 2008, une étude de faisabilité énergétique est obligatoire avant la demande de permis de construire pour tout bâtiment de plus de 1 000 m2 de surface hors œuvre nette. Le maître d’ouvrage doit accompagner sa demande de permis d'une attestation de réalisation de cette étude. La conformité à la réglementation thermique se prépare lors de la conception et se fait lors de la réception (après éventuelles modifications correctrices). 
Une synthèse d'étude thermique standardisée doit alors justifier du respect de la réglementation thermique. Elle doit être donnée à la personne qui réalise le diagnostic de performance énergétique (DPE, produit par un « diagnostiqueur ») qui devra être « indépendant » pour tous les DPE induits par la vente ou location d’un bien immobilier. Jusqu'en 2009, ce diagnostic n'était qu'informatif (sur le niveau de consommation du bâtiment), et insuffisamment précis pour démontrer le respect de la réglementation thermique. 
Le projet Grenelle II (pour la construction neuve, comme pour la réhabilitation), crée une attestation de prise en compte de la réglementation thermique et de performance énergétique, plus précise, engageant la responsabilité du constructeur et du maître d'ouvrage ; elle devra être délivrée à l’achèvement des travaux « dans le cadre d’un contrôle technique ou par une personne habilitée à délivrer des DPE » et jointe à la déclaration d'achèvement des travaux. Un décret précisera les modalités d'application de la loi (l'exposé des motifs précise qu'une méthodologie commune de calcul pourrait dès 2010 faciliter, à un coût abordable, une vérification de conformité à la réglementation thermique). L'isolation thermique étant aussi facteur d'isolation phonique, une attestation de prise en compte de la réglementation acoustique est également prévue à l’achèvement des travaux (mais que pour le bâtiment neuf).
Le DPE devra être présenté aux acheteurs ou locataires « dès la mise en vente ou en location » d’un bien immobilier (que soit l’usage du local ou du bâtiment avec quelques exceptions qui seront précisés par décret,), afin que la performance énergétique affichée devienne un des critères de choix dans le secteur de l'immobilier ; le Grenelle II prévoit un DPE obligatoire pour tous les bâtiments à chauffage collectif, dans les cinq ans suivant la publication de la loi. L'analyse des DPE réalisés permettra des statistiques sur la performance énergétique en France.
Les articles L. 111-9 et L. 111-10 du Code de la construction et de l'habitation permettaient déjà un « exigenciel » (liste d'exigences de performance énergétique), ainsi que la création de labels de performance énergétique (pour la construction neuve, comme pour la rénovation). Le Grenelle II, dans son exposé des motifs, annonce un « futur label plus largement fondé sur des exigences de performances environnementales globales sur l’ensemble du cycle de vie du bâtiment » (sur la base des consommations d'eau, d'énergie, de matériaux et des émissions d'équivalent CO2, de polluants et déchets, ainsi que sur la qualité de l’air intérieur, les déchets produits…
Les bâtiments tertiaires dont le diagnostic a montré qu'ils doivent améliorer leur performance énergétique devront réaliser les travaux le permettant dans les huit ans, « à compter du 1er janvier 2012 », un décret précisera :
- les types de bâtiments ou parties de bâtiments concernés (pour prendre en compte certaines contraintes techniques, l’accessibilité aux handicapés et le patrimoine historique) ;
- le type de travaux obligatoires, l'évaluation de la performance (la performance à atteindre sera adaptée au type de bâtiment concerné, en « optimisant le rapport coût des travaux / économies d'électricité, de gaz, fioul, bois, etc. »[47]) ;
- les modalités de cette obligation.

Les coûts d'investissements seront importants, mais les économies d'énergies remboursant généralement ces investissements en quelques années, des systèmes de type tiers-investisseurs seront favorisés (travaux rémunérés sur les économies d'énergies, c'est-à-dire pour un « coût de zéro euro » pour la copropriété et les propriétaires ou locataires, via un « contrat de performance énergétique ». L'article 3 du projet de Grenelle II vise en outre à faciliter les DPE et les travaux d’économie d’énergie dans les copropriétés, avec consultation obligatoire de « prestataires en service d’efficacité énergétique ». Le projet de loi doit pour cela modifier les règles de décision des copropriétés concernant les « travaux d’intérêt commun ». Des décrets en Conseil d’État préciseront les situations de dérogation (selon la taille de l'immeuble, le mode de chauffage, etc.) et la liste des travaux éligibles[réf. nécessaire].

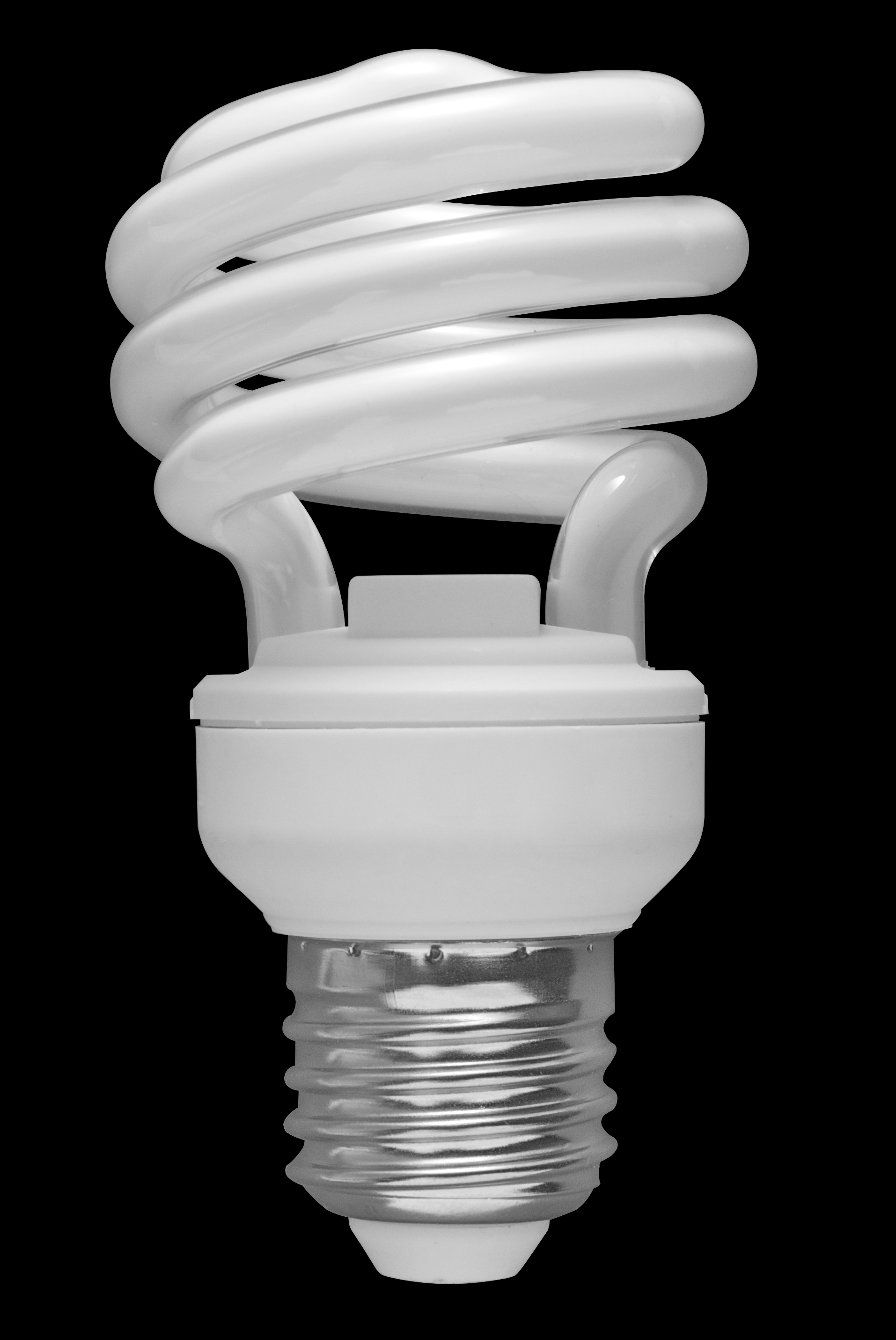
Lampe fluo-compacte.

À titre d'exemple, l’éclairage vise à produire de la lumière. La part de l’énergie consommée se transformant en une autre forme d’énergie, la chaleur, est donc dissipée sous forme de chaleur. On produit généralement la lumière à partir d’électricité, qui selon les ampoules utilisées représente une consommation 1 à 15 fois supérieure à la seule énergie lumineuse (voir tableau). Toutefois, la source électrique d'éclairage peut elle-même être considérée comme une sources de chauffage, le cas échéant.
| Type de lampe                                                     | Efficacité par rapport à la lampe à incandescence | Rendement lumineux                             |
| ----------------------------------------------------------------- | ------------------------------------------------- | ---------------------------------------------- |
| Lampe à incandescence (tungstène)                                 | 1                                                 | 12 (11-19 lm/W)                                |
| Lampe halogène à basse tension                                    | 1,5                                               | 18 (12 - 22 lm/W)                              |
| Lampe à diode électroluminescente                                 | 1,5 à 8                                           | 20 à 100 (120 à 300 lm/W dans quelques années) |
| Tube fluorescent                                                  | 6                                                 | 70 (45 à 100 lm/W)                             |
| Lampe fluorescente compacte                                       | 6                                                 | 70 (30 à 87 lm/W)                              |
| Lampe à vapeur de sodium basse pression (pour l’éclairage urbain) | 8 à 17                                            | 100 à 200 lm/W                                 |
|                                                                   |                                                   |                                                |

La Caisse des dépôts et consignations finance la rénovation du logement social (assistance technique, crédit), au moyen de :
- des prêts incitatifs (prêt énergie performance, éco-prêt logement social…) cohérent avec les critères du FEDER et bonifiables par la Caisse des dépôts, l'État et les collectivités ;
- un mécanisme de certificats blancs ou certificat d'économies d'énergie (CEE) utilisable dans le système de marché européen, par les fournisseurs d’énergie qui ont des obligations de réalisation ou d’achat de CEE ;
- crédits-carbone : nouvel outil développé par la Caisse des dépôts ;
- tiers-investissements et contrats de performance énergétique (pour sécuriser les économies d’énergie nécessitant des investissements à long terme, avec l'aide d'interventions des collectivités).

En juin 2011, une table ronde nationale pour l’efficacité énergétique a été initiée. Après une première réunion visant à faire un bilan du volet économies d’énergie du Grenelle Environnement et à définir de nouveaux objectifs, ses groupes de travail (environ 50 acteurs), doivent faire des propositions concrètes et applicables dès 2012 autour de trois axes : réduire la facture énergétique des ménages ; améliorer la compétitivité des entreprises ; exemplarité de l’État.
Concernant les bâtiments tertiaires, l'article 3 de la loi portant engagement national pour l'environnement ou « Grenelle II » stipule que « des travaux d'amélioration de la performance énergétique sont réalisés dans les bâtiments existants à usage tertiaire ou dans lesquels s'exerce une activité de service public dans un délai de huit ans à compter du 1er janvier 2012. » Le plan bâtiment durable a mis en œuvre une charte volontaire pour l’efficacité énergétique des bâtiments tertiaires publics et privés qui a recueilli 104 signataires fin 2016, les signataires s'engageant sur un niveau de progrès et un échéancier.
D'autres démarches volontaires comme le Concours usages bâtiment efficace (CUBE 2020) parient sur l'engagement des utilisateurs et une meilleure exploitation, à l'instar du Battle of the Buildings organisé aux États-Unis par Energy Star, afin de créer un cadre favorable à l'efficacité énergétique en site occupé.

#### Système intelligent de gestion d'énergie (SIGE)
Un système de gestion d'énergie, lorsqu'il est installé dans un bâtiment, permet de réaliser d'importantes économies d'énergie. Divers systèmes existent :
- statique : un SIGE statique implique que les informations sur la consommation d'énergie du bâtiment sont mises à jour par une personne chargée de prendre les relevés des compteurs et des capteurs. Celui-ci procède alors à la saisie des informations dans le système ;
- semi-statique : un SIGE semi-statique se caractérise par la présence de capteurs et d'informations mises à jour par ses utilisateurs. Le système peut alors s'adapter en fonction des différents paramètres et ainsi proposer des moyens d'amélioration aux habitudes de consommation d'énergie du bâtiment ;
- dynamique : un SIGE dynamique se caractérise par un ensemble de capteurs installés en différents endroits du bâtiment. Ces capteurs filaires ou sans-fil mesurent des paramètres du bâtiment tels: température, électricité, humidité, CO2, etc. Un système intelligent d'analyse permet de donner des indications claires aux gestionnaires d'énergie du bâtiment sur les moyens d'améliorer le bilan énergétique du bâtiment.

L'implantation d'un SIGE est généralement réalisée pour deux objectifs : diminuer l'empreinte écologique du bâtiment et réaliser des économies d'énergie.

### Produits de consommations durables
Dans le cadre d'une politique de maîtrise de la demande en électricité (MDE), depuis la fin du XXe siècle, des étiquettes-énergie sont apposées dans l’Union européenne sur certains produits (par exemple frigidaires) pour indiquer au consommateur le niveau de performance de l'appareil.

### Industrie
Le 1er juin 2009, le secrétaire américain à l’Énergie Steven Chu annonce un fonds de 256 millions de dollars afin d’améliorer l’efficacité énergétique des principales industries aux États-Unis.
Le réseau de capteurs sans fil (WSN) peut être utilisé pour surveiller l'utilisation efficace de l'énergie, comme dans le cas du Japon. Ce type de technique permet de réaliser des économies d'énergie en suivant en temps réel l'état de multiples capteurs situés en différents endroits. Les données traitées par des algorithmes de calcul d'optimisation permettent d'utiliser de façon plus efficace l'énergie permettant ainsi de réaliser des économies d'énergie.
L'Agence de l'environnement et de la maîtrise de l'énergie (Ademe) estime par exemple que plus de 100 TWh de chaleur sont perdus chaque année dans l'industrie, dont 60 % à plus de 100 °C. L'utilisation d'équipements dédiés à l'efficacité énergétique industrielle, comme les échangeurs de chaleur, peut aider à récupérer une partie de la chaleur pour la réutiliser dans des processus industriels, et ainsi arriver à une meilleure efficacité énergétique globale.

### Appareils électroniques
Tous les appareils électroniques — ordinateur, téléphone, télévision — utilisent une alimentation électrique à l'efficace variable. Le label environnemental 80 PLUS distingue les alimentations électrique dont l'efficacité dépasse 80 %. Le label Energy Star distingue quant à lui les équipements dont la consommation électrique est réduite.
Un rapport de l'Agence internationale de l'énergie publié le 2 juillet 2014 attire l'attention sur la consommation croissante des appareils de l'économie numérique, ordinateurs, tablettes, smartphones, objets connectés divers : 14 milliards d'appareils connectables en 2013, 50 milliards prévus en 2020 et 500 milliards en 2050 ; leur demande d'électricité est passée de 420 TWh en 2008 (égale à la consommation d'électricité de la France) à 616 TWh en 2013 ; si rien n'est fait pour maîtriser cette demande, elle devrait atteindre 1 140 TWh/an en 2025, plus que la consommation totale réunie du Canada et de l'Allemagne. Or la majeure partie de cette consommation se produit pendant les périodes de « veille » des appareils ; en fait, jusqu'à 80 % de leur consommation sert uniquement à maintenir leur connexion au réseau. L'étude évalue à 60 % les gains de consommation réalisables par l'application des meilleures solutions technologiques disponibles, sans perte de performance ; en particulier, des appareils tels que la télévision ou l'électroménager pourraient très bien réduire leur consommation à des niveaux très faibles en dehors des périodes où ils sont utilisés ; le potentiel d'amélioration de l'efficacité énergétique des appareils électroniques d'ici 2020 est évalué à 600 TWh/an, équivalent à la production de 200 centrales au charbon de taille moyenne. Un grand nombre d'actions peuvent y contribuer, mais en l'absence d'incitation économique forte, l'intervention politique est essentielle ; l'étude inventorie en détail les mesures à prendre.

### Transports
Les transports sur rail offrent une très bonne efficacité énergétique, meilleure que celle des transports routiers ou aériens.

## Efficacité énergétique et emploi
Souvent ces emplois sont rapidement rentabilisés par les économies permises.
Selon l'Ademe, entre 2012 et 2014, au vu du potentiel du marché de l’efficacité énergétique, près de 70 000 professionnels devront être mobilisés pour répondre à la demande dans le secteur du bâtiment, soit 42 % de plus qu’en 2009 et « la part du chiffre d’affaires liée à l’efficacité énergétique et aux énergies renouvelables devrait croître de 47 à 330 % selon les territoires, notamment avec l’introduction de la RT 2012 », cependant pour répondre à ces nouveaux besoins, les métiers du bâtiment et de l'énergie doivent aussi évoluer, ce qui implique un dispositif de formation qui réponde à ces changements avec les fédérations du bâtiment (FFB et CAPEB) et de leurs labels respectifs, Pros de la performance énergétique et Éco-Artisans, car un audit de l'Ademe a montré qu'en 2011 « peu de professionnels sont aujourd’hui en mesure de faire face à cette demande d’approche globale, en particulier par un manque de connaissance des enjeux ».